# Abu Hayyan al-Gharnati
Abū Ḥayyān al-Gharnāṭī ("Abū Ḥayyān de Grenade", nom complet Muḥammad ibn Yûsuf bin ‘Alî ibn Yûsuf ibn Hayyān un-Nifzī al-Barbarī Athīr al-Dīn Abū Ḥayyān al-Jayyānī al-Gharnāṭī al-Andalūsī,) a été un commentateur du Coran. Il a gagné une notoriété de grammairien arabe de son époque,. Il est également notable pour être un linguiste arabe à avoir pris un vif intérêt dans d'autres langues que l'arabe, en créant un certain nombre d'œuvres à la fois sur la linguistique comparée et de l'analyse approfondie et l'explication des grammaires d'autres langues pour les locuteurs natifs de la langue arabe.

## Sa croyance
Dans de nombreux passages de son tafsîr (exégèse) il a appuyé la croyance koullabite (ou acharite bien que le théologien Al-Ach'ari s'est rediriger à la fin de sa vie vers la croyance atharite des Ahl-al-hadith, c'est-a-dire le mouvement de ceux qui partent a la recherche des hadiths ou hadithologues, en appuyant les avis de l'imam Ahmad dans ses trois derniers écrits) concernant le fait que Allâh n'est pas dans un endroit ou une direction.
Ainsi lors de l’explication du verset : { وَلَهُ مَن فِى ٱلسَّمَـٰوَٲتِ وَٱلۡأَرۡضِ‌ وَمَنۡ عِندَهُ لَا يَسۡتَكۡبِرُونَ عَنۡ عِبَادَتِه } [sourate Al-Anbiyâ /19], il a dit : « Ici, il n’est pas visé par «’inda» (عند) l’endroit, car Allâh -L'Elevé- est exempt de l’endroit. La signification est bien l’honneur par le mérite et l’élévation de l’éminence ».
Aussi lors de l’explication du verset 16 de Sourate Al-Moulk, il dit : « La parole de Allâh {Man Fi s-Samâ} est au sens figuré, et les preuves selon la raison ont été établies que Allâh -L'Elevé- n’est pas localisé dans une direction ».
Dans un autre passage de son tafsîr il dit : « Allâh -L'Elevé- n’est pas dans une direction ».

## Sa défiance d'Ibn Taymiyah
L'Imâm Aboû Hayyân qui était contemporain d'Ibn Taymiyah l'allègue dans l'un de ses ouvrages d'une hérésie. 
Dans son tafsîr « An-Nahrou l-Mâdd » lors de l’explication de la parole de Allâh : « waçi’a koursiyyouhou s-samâwâti wa l-ard » [Âyatou l-Koursiyy], l’Imâm Aboû Hayyân Al-Andalouçi a dit : « J’ai lu dans un livre de Ahmad Ibnou Taymiyah, celui dont nous sommes le contemporain, un manuscrit de sa propre main qu’il a appelé Kitâbou l-’Arch [qu’il était écrit]: ” Certes Allâh s’assoit sur le Koursiyy et laisse un endroit libre pour y faire asseoir à côté de Lui le Messager de Allâh (صلى الله عليه وسلم) ».